# Martine Coffi-Studer
Martine Coffi-Studer, née le 30 janvier 1961 à Abidjan, est une cheffe d'entreprise ivoirienne et ancienne ministre déléguée à la Communication de 2006 à 2007.

## Biographie
Martine Coffi-Studer est née le 30 janvier 1961 à Abidjan. Elle est titulaire d'un DEA en économie.

### Parcours professionnel
En 1988, elle crée une société de publicité, Océan Ogilvy, depuis présente dans une vingtaine de pays africains.
Le 30 juillet 2014, elle est nommée présidente du conseil d'administration de Bolloré Africa Logistics Côte d’Ivoire, devenu depuis le 30 juin 2016 Bolloré Transport & Logistics Côte d'Ivoire.
Par ailleurs, elle est administratrice et directrice de plusieurs entreprises :
- au sein du groupe Bolloré : 
  - administratrice de Blue Solutions, Bolloré et Financière de l'Odet.
- dans d'autres sociétés : 
  - administratrice d'Océan Conseil (Côte d'Ivoire),
  - présidente du conseil d'administration d'Océan Central Africa (Cameroun),
  - président-directeur général d'Océan Ogilvy Gabon (Gabon),
  - administratrice de la compagnie ivoirienne de production d'électricité[4],
  - administratrice de SAPE (Côte d'Ivoire),
  - administratrice de SMPCI (Côte d'Ivoire),
  - administratrice de la Fondation des Parcs et Réserves de Côte d'Ivoire,
  - administratrice déléguée de la Compagnie des Gaz de Côte d'Ivoire,
  - gérante de Pub Regie (Côte d'Ivoire),
  - directrice chez Petro Ivoire SA[6].

### Parcours politique
Elle est ministre déléguée à la Communication de 2006 à 2007.

## Divers
Le 30 avril 2014, elle obtient le grand prix de la communication lors de la cinquième édition des Bâtisseurs de l’économie africaine à Abidjan.
En 2015, elle fait partie du « Top 50, des femmes les plus puissantes d’Afrique », selon l'hebdomadaire panafricain Jeune Afrique.